# Golf van Bengalen
De Golf van Bengalen is een zee die het noordoostelijke deel van de Indische Oceaan uitmaakt. De baai wordt in het oosten begrensd door de Andamanse Zee en in het westen door het Indisch subcontinent. Aan de noordelijke punt van de baai liggen Bangladesh en de Indiase staat West-Bengalen. In het zuiden van de baai liggen Sri Lanka, de Andamanen en de Nicobaren. In het zuidwesten ligt de Palkbaai die onderdeel is van de golf.

## Havens
- India: Chennai, Visakhapatnam, Kolkata (Calcutta) en Puducherry.
- Myanmar: Yangon
- Bangladesh: Chittagong